# Gerard van den Berg

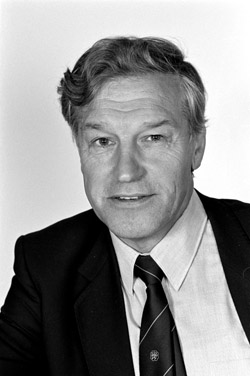
Gerard van den Berg in 1988

Gerard Johannes Nicolaas van den Berg (Vlaardingen, 7 december 1932 – Barneveld, 7 augustus 2009), was een Nederlands radio- en televisiepresentator. 

## Jeugd

Gerard van den Berg doet op 10 maart 1966 verslag van de protesten tijdens het huwelijk van Prinses Beatrix en Claus von Amsberg in Amsterdam.

Van den Berg was de zoon van Harrie van den Berg, medeoprichter en penningmeester van De Zwaluwen en Cornelia van den Berg-Akkerman, schrijfster van zo'n 50 kinderboeken en oprichtster/presidente van een grote vrouwenvereniging. Van den Berg was de middelste van drie zoons en had twee zussen. In het Historisch Jaarboek Vlaardingen van 1985 vertelde hij over zijn ervaringen in de tweede wereldoorlog en beschreef hij hoe in deze periode waarschijnlijk de liefde voor radio is geboren.

## Carrière bij krant, televisie en radio
Hij begon zijn carrière bij de dagbladpers en was verslaggever bij Attentie, de actualiteitenrubriek van de NCRV. Hij werkt ook voor programma’s als Hier en nu en Memo. In 1966 werd hij de eerste persvoorlichter van de gemeente Groningen, waar hij nauw samenwerkte met Burgemeester Berger. Daarna, in 1970, keerde hij terug naar de NCRV. Hij leende zijn stem dan onder andere aan Achtergronden van de bijbel in 1971 en was als programmamaker betrokken bij Muziek in uw straatje in 1973. Het bekendst werd hij van Zo vader, zo zoon dat hij tussen 1970 en 1983 en van 1989 tot 1992 presenteerde. 
Op de radio startte hij in 1977 het populaire programma Wie weet waar Willem Wever woont?. Andere programma's die hij presenteerde waren  De woord-in-beeld-kwis (1981) en Weg van de Snelweg (1987 tot 1989). Daarnaast was Van den Berg presentator bij de radioprogramma's Maandagmorgen Magazine, VIP Roem, NCRV Globaal, Middenin, Als de dag van toen. Vanaf 1986 presenteerde Van den Berg ook met enige regelmaat Met het oog op morgen. Van den Berg werd door VARA-kijkers in april 1974 tot  'Man van de Maand' verkozen, een spottitel wegens uitspraken die vrouwenemancipatie in de weg zouden staan. In de jaren '80 verscheen ook een boek met de titel Wie Weet Waar Willem Wever Woont waarin Van den Berg en collega Legien Kromkamp interessante vragen uit het programma publiceerden. 
Hij vertrok in 1987 bij de NCRV radio om er later terug te keren.
De door hem gemaakte documentaire De Nachtwacht onder 't mes na de beschadiging van De Nachtwacht in 1975, ging de wereld over. In juli 1992 werd een jubileumaflevering van Zo vader, Zo Zoon uitgezonden waarin bekende Nederlanders moesten raden wie geen echte zoon van Gerard van den Berg is. Na zijn actieve radio- en televisiecarrière werkte Van den Berg mee aan diverse (interview-)boeken. Van den Bergs serie interviews met de grootvader van Arthur Umbgrove was de basis voor diens debuutroman in 2006.

## Privé
Hij was eerst getrouwd met Corrie Heemskerk, uit dit huwelijk kreeg hij drie zoons: Harrie van den Berg, Joris van den Berg (commentator NOS Studio Sport) en David van den Berg. In 1980 trouwde hij met Annette Beens, met wie hij samenwerkte bij de NCRV. Zij kregen twee kinderen: Roosje van den Berg en Jozef van den Berg. 
Gerard van den Berg overleed op 76-jarige leeftijd na een kort ziekbed.